# Astomaspis jucunda
Astomaspis jucunda là một loài tò vò trong họ Ichneumonidae.